# Kodeks Aleksandryjski z Sofii
Kodeks Aleksandryjski z Sofii – XV-wieczny serbski manuskrypt anonimowego skryby, pisany cyrylicą.
Przez wiele lat kodeks znajdował się w kolekcji Mano Kalpakchima, XVIII-wiecznego wydawcy i miłośnika książek. Obecnie znajduje się w Bibliotece Narodowej Bułgarii w Sofii.

## Opis kodeksu
Manuskrypt składa się z kilku części: główna obejmuje serbską wersję opowieści Pseudo-Kallistenesa o Aleksandrze Macedońskim i wojnach trojańskich. Kodeks zawiera również legendy o władcach indyjskich oraz zawiera artykuły o tematyce liturgicznej, przysłowia i przepowiednie. Pierwowzór manuskryptu powstał w X wieku. W średniowiecznej Europie zachodniej znane były wersje łacińskie, które zostały przetłumaczone na język francuski, niemiecki i czeski. Pod koniec XI wieku powstała wersja w języku bułgarskim a pod koniec XII w serbskim. Kodeks z sofijskiej biblioteki należy do jednych z najstarszych manuskryptów napisanych w języku południowosłowiańskim. Popularność opisywanych fantastycznych przygód i ich bohaterów pozwoliło wydawać kolejne edycje kodeksu jeszcze w XIX wieku. Kodeks zawiera pełnostronnicowe ilustracje anonimowego malarza, nieznane z wcześniejszych wersji. W części opisującej wojny trojańskie niektóre karty mają pozostawione puste miejsca, w które nigdy nie umieszczono ilustracji. W kodeksie znajdują się również rysunki powstałe w kolejnych wiekach, najnowszy pochodzi z XIX wieku.